# 考肖图古墓
考肖图古墓，位于中国青海省都兰县香加乡考肖图沟内，为第二批青海省文物保护单位，公布日期为1957年12月13日，类型为古墓葬。
考肖图古墓的历史年代为吐蕃。